# Albanien i olympiska sommarspelen 2008
Albanien deltog i OS 2008 i Kina.
Albanien OS-debuterade år 1972.

## Brottning
- Huvudartikel: Brottning vid olympiska sommarspelen 2008

Herrar
| Idrottare      | Klass               | Kvalomgång           | Åttondelsfinal                      | Kvartsfinal                   | Semifinal            | Final                | Bronsomgång Runda 1  | Bronsomgång Runda 2       | Brongsmedalj- kamp   |                  |
| Idrottare      | Klass               | Motståndare Resultat | Motståndare Resultat                | Motståndare Resultat          | Motståndare Resultat | Motståndare Resultat | Motståndare Resultat | Motståndare Resultat      | Motståndare Resultat |                  |
| -------------- | ------------------- | -------------------- | ----------------------------------- | ----------------------------- | -------------------- | -------------------- | -------------------- | ------------------------- | -------------------- | ---------------- |
| Elis Guri      | Fristil, tungvikt   | Bye                  | Gaber Ibrahim (EGY) W 4-2, 2-1, 1-1 | Englich (GER) L 1-1, 6-0, 1-1 | Gick inte vidare     | Gick inte vidare     |                      | Han (KOR) L 1-1, 1-1, 3-1 | Gick inte vidare     |                  |
| Sahit Prizreni | Fristil, fjädervikt | Bye                  | Bazarguruev (KGZ) L 1-0, 2-0        | Gick inte vidare              | Gick inte vidare     | Gick inte vidare     | Gick inte vidare     | Gick inte vidare          | Gick inte vidare     | Gick inte vidare |

## Friidrott
- Huvudartikel: Friidrott vid olympiska sommarspelen 2008

Herrar
Fältgrenar
| Idrottare      | Gren          | Kval    | Kval      | Final            | Final            |
| Idrottare      | Gren          | Distans | Placering | Distans          | Placering        |
| -------------- | ------------- | ------- | --------- | ---------------- | ---------------- |
| Dorian Çollaku | Släggkastning | 70,98   | 28        | Gick inte vidare | Gick inte vidare |

Damer
Bana & landsväg
| Idrottare      | Gren  | Heat     | Heat      | Semifinal        | Semifinal        | Final            | Final            |
| Idrottare      | Gren  | Resultat | Placering | Resultat         | Placering        | Resultat         | Placering        |
| -------------- | ----- | -------- | --------- | ---------------- | ---------------- | ---------------- | ---------------- |
| Klodiana Shala | 400 m | 54,84    | 7         | Gick inte vidare | Gick inte vidare | Gick inte vidare | Gick inte vidare |

## Judo
Herrar
| Idrottare      | Gren                     | Inledande omgång     | Sextondelsfinal        | Åttondelsfinal       | Kvartsfinal          | Semifinal            | Återkval 1           | Återkval 2           | Återkval 3           | Final / BM           | Final / BM       |
| Idrottare      | Gren                     | Motståndare Resultat | Motståndare Resultat   | Motståndare Resultat | Motståndare Resultat | Motståndare Resultat | Motståndare Resultat | Motståndare Resultat | Motståndare Resultat | Motståndare Resultat | Placering        |
| -------------- | ------------------------ | -------------------- | ---------------------- | -------------------- | -------------------- | -------------------- | -------------------- | -------------------- | -------------------- | -------------------- | ---------------- |
| Edmond Topalli | Halv mellanvikt (-81 kg) | BYE                  | Neto (POR) L 0000–1001 | Gick inte vidare     | Gick inte vidare     | Gick inte vidare     | Gick inte vidare     | Gick inte vidare     | Gick inte vidare     | Gick inte vidare     | Gick inte vidare |